# Dani Quintana
Daniel Quintana Sosa (ur. 8 marca 1987 w Las Palmas de Gran Canaria) – hiszpański piłkarz występujący na pozycji pomocnika.

## Kariera
Quintana urodził się w Las Palmas de Gran Canaria na Wyspach Kanaryjskich i na początku kariery reprezentował w swoim kraju wyłącznie kluby niższych lig. W barwach Ontinyent CF, UD Alzira, Racingu de Ferrol, CD Olímpic de Xàtiva oraz Gimnàstiku Tarragona występował w trzeciej lidze. Po czwartoligowych boiskach biegał jako gracz UD Puçol, Valencii Mestalla i AD Huracán.
Pod koniec stycznia 2013 roku Quintana podpisał kontrakt z polską Jagiellonią Białystok, gdzie od kilku tygodni przebywał na testach. Wcześniej Hiszpan rozwiązał swoją umowę z Gimnàstikiem. 23 lutego 2013 roku zadebiutował w Ekstraklasie podczas meczu z Podbeskidziem Bielsko-Biała. 3 marca 2013 roku w wygranym 2:1 spotkaniu z Górnikiem Zabrze zdobył swoją pierwszą bramkę na polskich boiskach.
29 września 2014 roku odszedł do saudyjskiego Al-Ahli. W klubie z Półwyspu Arabskiego Dani nie przekonał jednak do swoich umiejętności piłkarskich szwajcarskiego trenera Christiana Grossa i po siedmiu rozegranych spotkaniach, w których strzelił tylko jednego gola opuścił szeregi Al-Ahli. Na początku marca Hiszpan związał się trzyletnią umową z azerskim klubem Qarabağ Ağdam.

## Sukcesy
- Mistrzostwo Azerbejdżanu (4): 2016, 2017, 2018, 2019
- Puchar Azerbejdżanu (2): 2016, 2017

## Statystyki kariery
(aktualne na dzień 7 marca 2015)
| Klub                  | Sezon              | Liga               | Liga  | Liga   | Puchar kraju | Puchar kraju | Suma  | Suma   |
| Klub                  | Sezon              | Liga               | Mecze | Bramki | Mecze        | Bramki       | Mecze | Bramki |
| --------------------- | ------------------ | ------------------ | ----- | ------ | ------------ | ------------ | ----- | ------ |
| Olímpic de Xàtiva     | 2011/12            | Segunda División B | 36    | 2      | 1            | 0            | 37    | 2      |
| Gimnàstic Tarragona   | 2012/13            | Segunda División B | 20    | 2      | 1            | 0            | 21    | 2      |
| Jagiellonia Białystok | 2012/13            | Ekstraklasa        | 15    | 4      | 2            | 2            | 17    | 6      |
| Jagiellonia Białystok | 2013/14            | Ekstraklasa        | 35    | 15     | 6            | 1            | 41    | 16     |
| Jagiellonia Białystok | 2014/15            | Ekstraklasa        | 6     | 1      | 0            | 0            | 6     | 1      |
| Al-Ahli               | 2014/15            | I liga             | 7     | 1      | 0            | 0            | 7     | 1      |
| Qarabağ Ağdam         | 2014/15            | Premyer Liqa       | 0     | 0      | 0            | 0            | 0     | 0      |
| Ogólnie w karierze    | Ogólnie w karierze | Ogólnie w karierze | 119   | 25     | 10           | 3            | 129   | 28     |